# Liste der Biografien/Jue
Liste der Biografien |
Portal Biografien |
Personensuche
# |
A |
B |
C |
D |
E |
F |
G |
H |
I |
J |
K |
L |
M |
N |
O |
P |
Q |
R |
S |
T |
U |
V |
W |
X |
Y |
Z |
?
 
Ja |
Jb |
Jd |
Je |
Jh |
Ji |
Jj |
Jl |
Jn |
Jm |
Jo |
Jp |
Jr |
Js |
Jt |
Ju |
Jv |
Jw |
Jy
 
Jua |
Jub |
Juc |
Jud |
Jue |
Juf |
Jug |
Juh |
Jui |
Juj |
Juk |
Jul |
Jum |
Jun |
Juo |
Jup |
Jur |
Jus |
Jut |
Juu |
Juv |
Juw |
Jux |
Juy |
Juz
Die Liste der Biografien führt alle Personen auf, die in der deutschsprachigen Wikipedia einen Artikel haben. Dieses ist eine Teilliste mit 29 Einträgen von Personen, deren Namen mit den Buchstaben „Jue“ beginnt.

## Jue
- Jue, Nick (* 1965), niederländischer Bankmanager

### Juef
- Juef, altägyptischer Beamter

### Juel
- Juel, Celine (* 1993), dänische Badmintonspielerin
- Juel, Christian (1855–1935), dänischer Mathematiker
- Juel, Dagny (1867–1901), norwegische Schriftstellerin und DramatikerinDagny Juel (1867–1901)

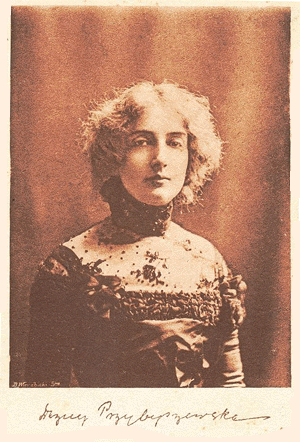
Dagny Juel (1867–1901)

- Juel, Georg (1840–1900), deutscher Unternehmer
- Juel, Hans Oscar (1863–1931), schwedischer Botaniker und Pilzkundler
- Juel, Jens (1631–1700), dänischer Diplomat und Politiker
- Juel, Jens (1745–1802), dänischer Maler
- Juel, Just (1664–1715), dänischer Admiral und Diplomat
- Juel, Niels (1629–1697), dänischer Admiral
- Juel, Ove (1700–1766), dänischer Generalleutnant
- Juell, Claus (1902–1979), norwegischer Segler
- Juell, Didrik Bastian (* 1990), norwegischer Freestyle-Skisportler
- Juels, Charles W. (1944–2009), US-amerikanischer Amateurastronom

### Juen
- Juen, Barbara (* 1960), österreichische Kriseninterventions-Psychologin
- Juen, Gabriele (* 1963), österreichische Politikerin (ÖVP), Landtagsabgeordnete
- Juen, Max (1885–1935), österreichischer Politiker (CSP), Landtagsabgeordneter zum Vorarlberger Landtag, Mitglied des Bundesrates
- Juen, Max (* 1929), österreichischer Politiker (ÖVP), Mitglied des Bundesrates
- Juen, Rudolf (1896–1982), österreichischer Politiker (ÖVP), Landtagsabgeordneter zum Vorarlberger Landtag

### Juer
- Juergens, Alfred (1866–1934), amerikanischer Maler
- Juergens, Rolf (1916–2013), deutscher Offizier und General der Bundeswehr
- Juergens, Sylvester P. (1894–1969), US-amerikanischer Priester
- Juergensen, Hans (1919–2000), US-amerikanischer Literaturwissenschaftler und Hochschullehrer
- Juergensen, Heather (* 1970), US-amerikanische Schauspielerin, Drehbuchautorin und Filmproduzentin
- Juergensmeyer, Mark (* 1940), US-amerikanischer Soziologe und Religionswissenschaftler
- Juergensohn, Alfred (1902–1944), baltendeutscher Komponist
- Juergensohn, Gerhard (1911–1996), deutscher Theologe

### Juez
- Juez, Luis (* 1963), argentinischer Politiker